# Erasmus Ludwig Wernberger
Erasmus Ludwig Wernberger (* 1747 in Stier-Höfstetten bei Lankheim, damals Fürstentum Ansbach; † 2. Oktober 1795 in Windsheim) war ein Arzt und 2. Stadtphysicus der Reichsstadt Windsheim. Von Bedeutung ist insbesondere seine 1789 anonym veröffentlichte Streitschrift Specifica und Charlatanerie.

## Leben
Erasmus Ludwig Wernberger studierte Medizin an der Universität Erlangen, wo er 1776 zum Doktor der Arzneiwissenschaft promoviert wurde. Ab 1778 war er 2. Stadtphysicus in Windsheim. 1794 wurde er zum königlich preußischen Hofrat ernannt.
1789 veröffentlichte er anonym die Streitschrift Specifica und Charlatanerie, in der er seinen Berufsstand kritisierte. Einige Punkte sind auch heute noch aktuell:

„Alte Mittel im neuen Gewand wechseln in unseren Tagen öfters mit neuen ab, die in kurzer Zeit alt und vergessen seyn werden. Beide finden ihre Lobpreißer; bis Erfahrung und Lektüre zeigen, daß jene das nicht waren, was sie eigentlich hätten seyn sollen.“

Einige Kollegen bezeichnete er als die Liederlichen, die Farlässigkeiten in ihrer Praxis (...) mit Zeitkürze und dringender Arbeit entschuldigen.
Dabei bediente sich Wernberger des Geistes der Aufklärung, wie ein weiteres Zitat aus dem Werk belegt:

„Freiheit im Denken und Schreiben ist das Heiligste und erste Recht der Menschen; und solange man nicht sein eigenes, sondern das Interesse der Wahrheit sucht, darf man auch aus seinen Einsichten und Überzeugungen kein Geheimnis machen.“

Ebenfalls 1789 wurde er als Hermophilus II. mit der Mitgliedsnummer 884 in die Deutsche Akademie der Naturforscher Leopoldina aufgenommen.
Wernberger beteiligte sich auch an Adversaria Argumenti Physico Medici von Heinrich Friedrich Delius.

## Schriften (Auswahl)
- Versuch einer Nachlese vom Zinnober. Erlangen. 1775.
- Beytrag chymischer Versuche und Gedanken, in Absicht auf die nähere Kenntniß der Universal Säure. Frankfurt und Leipzig, 1776.
- Observata et Cogitata nonnulla chemica. Erlangen, 1776.
- Specifica und Charlatanerie. Geprüft und gerückt von einem Freund der Wahrheit. Frankfurt und Leipzig, 1789. (Digitalisat)